# Cobra Kai
Cobra Kai è una serie televisiva statunitense ideata da Hayden Schlossberg e Jon Hurwitz, trasmessa a partire dal 2018. Si tratta di un sequel della serie cinematografica The Karate Kid.
Ralph Macchio e William Zabka riprendono i rispettivi ruoli di Daniel LaRusso e Johnny Lawrence, così come Martin Kove e Thomas Ian Griffith nei ruoli di John Kreese e Terry Silver.
Le prime due stagioni sono state trasmesse su YouTube Premium, ma nel 2020 la piattaforma Netflix ha acquisito i diritti della serie.

## Trama

### Prima stagione
Sono passati 34 anni dagli eventi narrati nel primo film del franchise: l'ex rivale storico di Daniel LaRusso, Johnny Lawrence, è ora un fallito di mezza età che vive alla giornata; Daniel è diventato invece un facoltoso imprenditore di saloni automobilistici. Una sera Johnny salva un ragazzo ecuadoriano di nome Miguel Diaz da dei bulli e, su insistenza del ragazzo, decide di insegnargli il karate, riaprendo il dojo Cobra Kai. Miguel si prende così la sua rivincita sui bulli e si fidanza con Sam, la figlia di Daniel, mentre il Cobra Kai accoglie nuovi studenti, tra cui gli amici di Miguel, Aisha ed Eli (che si fa un taglio alla mohicana venendo soprannominato Falco). Intanto Daniel, che ha saputo della riapertura del dojo Cobra Kai, decide di insegnare il karate a un suo giovane dipendente di nome Robby Keene (che, a sua insaputa, è il figlio di Johnny Lawrence, avuto da una precedente relazione e con cui non ha alcun tipo di rapporto), prendendo idealmente il posto del defunto signor Miyagi. Poco prima del torneo di All-Valley, Sam lascia Miguel, dopo che quest'ultimo ha aggredito Robby in preda alla gelosia. Durante il torneo, Miguel arriva in finale, mentre nell'incontro tra Falco e Robby (che partecipa al torneo senza l'ausilio di Daniel, il quale l'ha cacciato dopo aver scoperto la sua parentela con Johnny), quest'ultimo viene ferito alla spalla da Falco, che viene squalificato. Nonostante ciò, Robby, supportato da Daniel, disputa la finale contro Miguel, ma perde dato che quest'ultimo lo colpisce alla spalla ferita. A fine torneo, Johnny inizia a dubitare dei suoi insegnamenti e riceve un'inaspettata visita da parte del suo vecchio sensei John Kreese.

### Seconda stagione
Johnny, dopo un'iniziale titubanza, decide di dare fiducia a Kreese e lo accoglie come secondo sensei al Cobra Kai. Daniel, invece, riapre il Miyagi-Do, ammettendo nel dojo Robby e Sam, volenterosa di tornare a praticare il karate come da piccola. Il Miyagi-Do accoglierà in seguito anche altri ragazzi, come Demetri (amico di Miguel e Falco) e alcuni studenti del Cobra Kai, che hanno lasciato quest'ultimo dojo a causa dei metodi violenti.
La scelta di Demetri di non iscriversi al Cobra Kai causa una spaccatura tra lui e Falco, un tempo migliori amici. Intanto, Miguel si fidanza con una nuova allieva del Cobra Kai, Tory, e anche Robby e Sam iniziano una storia. Dopo un po', Johnny si accorge che Kreese non è affatto cambiato come diceva di essere, e decide di allontanarlo. Le tensioni tra i due dojo crescono a dismisura e culminano con una rissa nel primo giorno di scuola, causata da Tory (la quale durante una festa il giorno precedente aveva visto Sam che baciava Miguel). Durante la rissa, Miguel finisce in coma a causa di Robby, che fugge. Daniel, distrutto e sconfortato per quanto accaduto, si vede costretto a chiudere il suo dojo, onde evitare che si creino altre violenze tra i ragazzi della scuola, mentre Kreese prende possesso del Cobra Kai, cacciando Johnny.

### Terza stagione
Dopo la rissa a scuola, continuano le tensioni tra i due dojo.
Ciò compromette anche gli affari di Daniel, che si trova ad affrontare il rischio di chiusura della sua concessionaria. Deciso a partire per Okinawa (dove si trova l'azienda leader nella fornitura delle sue auto), ne approfitta per andare a trovare la sua vecchia fiamma Kumiko. Questa, avendo capito il grosso momento di difficoltà professionale e personale di Daniel, decide di dargli una mano. Per quanto riguarda la parte professionale, lo fa incontrare con la presidentessa della società a capo della concessionaria LaRusso (che si scopre essere Yuna, la bambina che Daniel salvò dalla tempesta nel secondo film) che, per ricambiare, lo aiuta con i suoi problemi amministrativi; per quanto riguarda la parte personale, fa incontrare Daniel con Chozen (il suo vecchio avversario durante il suo soggiorno in Okinawa). Questo, ormai diventato un uomo disciplinato e saggio, insegna a Daniel una tecnica del Miyagi-Do tesa a paralizzare gli arti dell'avversario, trasmettendogli un'importante lezione di vita.
Infine si scusa con Daniel per il suo comportamento passato e gli dona la pergamena con incisa la tecnica insegnatagli.
Intanto, Miguel si risveglia dal coma e prosegue la sua terapia con l'aiuto di Johnny, che gli consentirà di riprendere a camminare. Robby, invece, viene portato in riformatorio e, una volta uscito, si unisce a John Kreese ed entra nel Cobra Kai, poiché si sente tradito sia da Johnny che da Daniel.
Johnny nel frattempo fonda un nuovo dojo, l'Eagle Fang, con studenti Miguel e gli ex allievi del Cobra Kai cacciati da Kreese. Una sera, mentre Johnny e Daniel sono a cena fuori con la loro vecchia fiamma del liceo Ali (nonostante adesso Johnny sia fidanzato con Carmen, la madre di Miguel) e la moglie di Daniel Amanda, i ragazzi del Cobra Kai attaccano gli allievi del Miyagi-Do e dell'Eagle Fang. Sembrano avere la meglio, ma Falco, capendo cosa fossero diventati a causa di Kreese, aiuta Demetri e tutti gli altri a sconfiggerli. Johnny e Daniel, dopo aver saputo quello che è successo, affrontano Kreese, il quale fa un patto con loro: chi perderà il prossimo torneo All-Valley chiuderà il suo dojo.
Daniel e Johnny, che si sono riappacificati grazie all'intervento di Ali, uniscono le forze insegnando insieme ai loro allievi, mentre John Kreese fa una telefonata a un suo vecchio amico.

### Quarta stagione
Al fine di sconfiggere Johnny e Daniel al prossimo All-Valley, Kreese contatta il suo vecchio amico Terry Silver che, dopo un'iniziale riluttanza, accetta di aiutarlo. Nel frattempo, un nuovo studente entra al Cobra Kai: Kenny, che Robby assume sotto la sua ala.
Inoltre, Robby si fidanza con Tory, mentre Miguel e Sam riprendono la loro storia. Johnny e Daniel, che si erano inizialmente alleati, decidono di proseguire su strade separate, a causa delle diversità dei loro dojo. Intanto, al torneo All-Valley, vengono create le categorie per maschi e femmine: nella sezione dei maschi, affrontano la finale Robby ed Eli/Falco (il quale, pur avendo perso la sua cresta per colpa del primo, ha ritrovato la fiducia in sé stesso grazie a Demetri, che lo ha convinto ad entrare nel Miyagi-Do), che si conclude con la vittoria di Eli; nella sezione femminile è Tory a vincere la finale contro Sam, salvo poi scoprire che Silver ha corrotto l'arbitro. Terminato il torneo, Johnny si riconcilia definitivamente con Robby, e Miguel decide di partire per il Messico con l'intenzione di cercare il padre, mai conosciuto. Nel frattempo, Kreese viene fatto arrestare da Silver, che gli ha addossato la colpa del pestaggio dell'ex studente del Cobra Kai Raymond "Pastinaca". Con Kreese fuori dai giochi, Silver diventa il nuovo leader del Cobra Kai, e Daniel, nonostante la sconfitta all'All-Valley, non chiude il Miyagi-Do ma, anzi, chiama Chozen per aiutarlo con il dojo.

### Quinta stagione
Mentre Silver espande la disciplina del Cobra Kai in tutta la valle, Daniel e Chozen elaborano un piano per contrastarlo. L'ossessione di Daniel per Silver fa preoccupare Amanda e la convince ad allontanarsi temporaneamente dal marito insieme ai figli. Nel frattempo, Johnny e Robby, che erano andati in Messico alla ricerca di Miguel, lo riportano a casa, ma i rapporti tra quest'ultimo e Robby non migliorano. Johnny, che ha scoperto di star aspettando un bambino da Carmen, riesce infine a riappacificarli convincendoli a sfogarsi con un combattimento. Dopo un po', Amanda si ricongiunge a Daniel e, insieme a Johnny e Chozen, decide di sostenerlo nella sua battaglia contro Silver. I dojo Miyagi-Do ed Eagle Fang tornano a cooperare e, grazie anche a delle informazioni ricevute da Kreese, scoprono che Silver ha intenzione di portare il Cobra Kai a vincere il torneo Seikai Taikai (il più importante torneo di karate al mondo) e, per farlo, ha già chiamato in aiuto dall'estero altri sensei (tra cui Kim Da-Eun, la nipote di un vecchio maestro di Kreese e Silver). Nel frattempo, Tory, ancora arrabbiata con Silver per aver corrotto l'arbitro del torneo All-Valley, abbandona il Cobra Kai e, insieme ai ragazzi del Miyagi-Fang, si mette alla ricerca dei filmati della sicurezza del dojo Cobra Kai per dimostrare la colpevolezza dello stesso Silver nel pestaggio di "Pastinaca". Mike Barnes, un altro ex rivale storico di Daniel, a cui Silver ha bruciato il negozio per aver aiutato Daniel e Chozen nel loro piano per contrastarlo, irrompe nella casa del leader di Cobra Kai insieme a Johnny e Chozen, con l'intenzione di vendicarsi: Chozen viene sconfitto da Silver dopo una lunga lotta, mentre Johnny e Mike mettono fuori gioco gli altri sensei. Una volta scoperto il piano dei ragazzi del Miyagi-Fang di svelare le sue malefatte, Silver corre al suo dojo per fermarli, ma ormai gli allievi del Cobra Kai conoscono la verità. Anche Daniel e Amanda accorrono al dojo e Silver, in un ultimo disperato tentativo di ristabilire la sua immagine, lancia una sfida a Daniel, dove quest'ultimo lo sconfigge. 
Terminato l'incontro, il dojo Cobra Kai viene chiuso e Silver viene arrestato, mentre Kreese fugge dalla prigione con uno stratagemma.

### Sesta stagione
Il Miyagi-Do e l'Eagle Fang, ora riuniti in unico dojo, si allenano per il Seikai Taikai, sotto la guida congiunta di Johnny, Daniel e Chozen. Robby cerca di convincere Kenny a venire al Miyagi-Do, ma il ragazzino rifiuta, sentendosi ancora in colpa per ciò che è successo in passato. Sarà necessario l'intervento del fratello Shawn a convincerlo a unirsi al Miyagi-Do. Daniel, invece, rinviene una cassetta appartenente a Miyagi, e scopre che quest'ultimo ha avuto precedenti per rapina e aggressione, che lo hanno portato a fuggire dal paese. Questa scoperta sconvolge Daniel, che vede crollare la figura positiva del suo mentore. Nel frattempo, Kreese fugge in Corea del Sud e si ricongiunge con Kim Da-Eun, dove, dopo aver superato una prova nella giungla, rifonda il Cobra Kai con gli studenti di Kim, guidati dall'impulsivo ma talentuoso Kwon. Nel prossimo Seikai Taikai che si terrà a Barcellona, i dojo possono portare un massimo di sei partecipanti. Dalle selezioni, che vengono fatte da Mike Barnes, i sei che andranno al Seikai Taikai sono Miguel, Sam, Robby, Tory, Devon e Demetri, il quale litiga con Falco dopo aver scoperto della sua mancata iscrizione al MIT, college in cui volevano andare insieme. Dopo i partecipanri, c'è da scegliere i capitani delle squadre, ma il giorno prima della sfida la madre di Tory muore, fatto che la sconvolge. Alla fine, Robby e Sam risultano i capitani, il primo dopo aver battuto Miguel, la seconda dopo l'abbandono di Tory, furiosa per la sospensione dell'incontro tra lei e Sam a causa della morte di sua madre. Alla fine, Johnny e Daniel litigano e Tory ritorna al Cobra Kai.
Il Sekai Taikai inizia, ma il Miyagi-Do, sia per le tensioni tra Daniel e Johnny sia a causa di un crollo di Robby (sconvolto dal ritorno di Tory al Cobra Kai), è in difficoltà: alla fine, il Miyagi-Do riesce a rimettersi in carreggiata e ad accedere alle fasi finali. Intanto, Johnny, Daniel, Kreese e Kim fanno una scoperta sconcertante: Terry Silver è tornato ed è diventato presidente degli Iron Dragons, il dojo favorito per la vittoria, guidato dal sensei Wolf e che può contare su combattenti come la fortissima Zara Malik e il glaciale Axel Kovacevic. Daniel, inoltre, scopre che Miyagi, durante la sua partecipazione al Sekai Taikai, causò la morte di una persona e ciò lo destabilizza. Si procede quindi verso le fasi finali del torneo ma durante la semifinale tra Robby e Axel, il dojo russo Tiger Strike, squalificato per doping, interrompe l'incontro e scatena una rissa fra i vari dojo, che si conclude con un esito tragico: Kwon infatti, nell'utilizzare il pugnale eunjangdo di Kreese, da lui introdotto di nascosto al torneo, rimane ucciso cadendo su esso, lasciando tutti sconvolti.
Dopo l'incidente al Sekai Taikai il torneo viene immediatamente fermato ed in Corea del Sud si tiene il funerale di Kwon. Silver intercetta Gunther per convincerlo a riprendere il Sekai Taikai; Gunther accetta di farlo ripartire a condizione che tutti i sensei siano d'accordo. Johnny e gli altri partecipanti accettano, solo Daniel non è intenzionato a farlo. Silver parla quindi a Johnny in modo che possa convincere Daniel a tornare al torneo, e viene quindi organizzato un incontro tra i tre dove Silver rivela che vuole solo una vittoria prima di morire a causa di una malattia terminale. Daniel finalmente accetta di partecipare di nuovo al torneo. Viene quindi stabilito che il Sekai Taikai avrà termine nella Valley, dando al Miyagi-Do il vantaggio di giocare in casa. Tuttavia, Robby è ancora scosso dalla sua esperienza contro Axel a Barcellona finché Miguel non gli fa un discorso di incoraggiamento. Johnny, nel frattempo, cerca di pianificare una proposta per Carmen, solo per essere interrotto quando lei entra in travaglio. Alla fine, organizzano un matrimonio improvvisato in ospedale, officiato dal vecchio amico di Johnny, Bobby, prima che Carmen dia alla luce la loro figlia Laura, che prende il nome dalla madre di Johnny. Tutti i dojo si preparano per la ripresa del Sekai Taikai, ma ci sono dubbi se il Cobra Kai sarà presente poiché Kreese non è intenzionato a presiedere e Tory non vuole più combattere. Kreese incontra Tory e le dice che ha ri-registrato il dojo solo per fare in modo che lei possa vincere e si scusa per quello che le ha fatto passare. Il giorno delle semifinali maschili, Kreese cerca anche di scusarsi con Johnny che in un primo momento lo respinge, ma infine si riuniscono dopo il loro passato turbolento e si abbracciano. L'incontro tra Robby e Axel riprende con un primo round serrato. Nel secondo round, Axel si adatta al ritmo del suo avversario e mette facilmente alle strette Robby. Daniel incoraggia Robby a vincere l'incontro, ma Axel, instigato dal Sensei Wolf a vincere con ogni mezzo, rompe il ginocchio di Robby, passando così in finale. Sam esita a combattere il suo incontro contro Tory e alla fine decide di ritirarsi: il Miyagi-Do termina così la propria corsa al torneo. Quando Axel sta per essere dichiarato campione maschile dopo il posto vacante lasciato da Kwon, con un grande colpo di scena Johnny entra nel Sekai Taikai annunciato come nuovo Sensei del Cobra Kai con Miguel (sostituto di Kwon) e Tory come capitani. Kreese, dopo essersi chiarito con l'ex allievo, gli ha ceduto il comando, con grande sorpresa e rabbia di Silver e Wolf. Daniel acquista il vecchio dojo del Cobra Kai, così che Johnny possa allenare per le finali Miguel e Tory dove tutto ebbe inizio. La prima finale è quella femminile, in cui Zara vince facilmente il primo round dopo aver provocato Tory. Nell'intervallo, Robby parla con Tory e si baciano, il che fa sì che Tory si concentri e batta facilmente Zara mettendola KO. Nella finale maschile, Miguel vince sorprendentemente il primo round contro Axel, ma quest'ultimo rimonta nel secondo round lasciando un gran divario di punti tra loro. Wolf impone ad Axel di rompere la spina dorsale di Miguel, ma Axel rifiuta di combattere scorrettamente e ciò permette a Miguel di vincere l'incontro. Disgustato dai comportamenti del proprio Sensei, Axel abbandona gli Iron Dragons. Nonostante le vittorie di entrambi i capitani nelle finali, Cobra Kai e Iron Dragons sono in parità di punteggio e il campione dei Dojo sarà quindi deciso in un incontro tra i loro Sensei. Silver trama nel suo yacht di minacciare la famiglia di Johnny pur di vincere ad ogni costo il torneo e ordina a Dennis di rapire Carmen e sua figlia, ma Dennis viene ucciso da Kreese e lui e Silver hanno una colluttazione. Mentre Silver immobilizza Kreese, quest'ultimo lancia il suo sigaro acceso contro della benzina e fa saltare in aria lo yacht, uccidendoli entrambi nell'esplosione. Johnny si prepara per il suo incontro allenato da Daniel e Chozen; Daniel spiega che, a prescindere che vinca o perda, ha già una famiglia e ha già vinto nella vita. Prima dell'incontro, Wolf provoca Johnny nello spogliatoio e quest'ultimo cerca di colpirlo, ma Wolf lo sottomette facilmente e lo distrae parlando di sconfiggere lui e la sua famiglia. Durante l'incontro finale, Wolf ha la meglio su Johnny mettendo a segno due punti validi, insieme a una serie di attacchi illegali che non portano punti ma indeboliscono Johnny. Daniel fa a Johnny un discorso in stile Cobra Kai che lo rende sicuro di sé. Johnny e Wolf hanno uno scambio di colpi in cui Johnny segna i punti vincenti che proclamano il Cobra Kai come campione del Sekai Taikai. Qualche tempo dopo, Johnny si trasferisce in una nuova casa con Carmen e sua figlia mentre Miguel, Sam, Demetri, Hawk, Robby, Tory e Chozen continuano i loro rispettivi percorsi. Johnny e Daniel collaborano con i loro studenti come Sensei per allenarli nel Cobra Kai e nel Miyagi-Do allo stesso tempo.

## Episodi
| Stagione         | Episodi | Episodi | Pubblicazione USA | Pubblicazione Italia |
| ---------------- | ------- | ------- | ----------------- | -------------------- |
| Prima stagione   | 10      | 10      | 2018              | 2020                 |
| Seconda stagione | 10      | 10      | 2019              | 2020                 |
| Terza stagione   | 10      | 10      | 2021              | 2021                 |
| Quarta stagione  | 10      | 10      | 2021              | 2021                 |
| Quinta stagione  | 10      | 10      | 2022              | 2022                 |
| Sesta stagione   | 15      | 5       | 2024              | 2024                 |
| Sesta stagione   | 15      | 5       | 2024              | 2024                 |
| Sesta stagione   | 15      | 5       | 2025              | 2025                 |

## Personaggi
- Daniel LaRusso (st. 1-6), interpretato da Ralph Macchio, doppiato da Giorgio Perno.
- Johnny Lawrence (st. 1-6), interpretato da William Zabka, doppiato da Valerio Amoruso.
- Miguel Diaz (st. 1-6), interpretato da Xolo Maridueña, doppiato da Davide Farronato.
- Samantha LaRusso (st. 1-6), interpretata da Mary Mouser, doppiata da Martina Tamburello.
- Robert Swayze Keene (st. 1-6), interpretato da Tanner Buchanan, doppiato da Mosè Singh.
- John Kreese (st. 1-6), interpretato da Martin Kove, doppiato da Giorgio Bonino.
- Eli Moskowitz (st. 1-6), interpretato da Jacob Bertrand, doppiato da Alessandro Pili.
- Amanda Steiner-LaRusso (st. 1-6), interpretata da Courtney Henggeler, doppiata da Valentina Pollani.
- Dimitri Alexopoulos (st. 1-6), interpretato da Gianni Decenzo, doppiato da Richard Benitez.
- Carmen Diaz (st. 1-6), interpretata da Vanessa Rubio, doppiata da Alice Bertocchi.
- Tory Nichols (st. 2-6), interpretata da Peyton List, doppiata da Elisa Contestabile.
- Terrance Silver (st. 4-6), interpretato da Thomas Ian Griffith, doppiato da Danilo Bruni.
- Kenny Payne (st. 4-6), interpretato da Dallas Dupree Young, doppiato da Sebastiano Tamburrini.

## Colonna sonora
Il 4 maggio 2018 è stata pubblicata dalla Madison Gate Records, la colonna sonora della serie. Nel mese di aprile, la La La Land Records,ha distribuito la versione fisica con delle tracce aggiuntive.

## Produzione
Il 4 agosto 2017 è stato annunciato che YouTube aveva dato alla produzione un ordine di serie consistente in una prima stagione di dieci episodi di mezz'ora. La sceneggiatura è affidata agli ideatori Josh Heald, Jon Hurwitz e Hayden Schlossberg, che sono anche i produttori esecutivi. Hurwitz e Schlossberg dirigeranno anche degli episodi.
Accanto all'annuncio della serie iniziale, venne riferito che William Zabka e Ralph Macchio sarebbero tornati ad interpretare Johnny Lawrence e Daniel LaRusso, rispettivamente. Il 24 ottobre 2017 entrarono nel cast Xolo Maridueña, Mary Mouser, Tanner Buchanan, Courtney Henggeler e Ed Asner. Il 19 dicembre 2017 venne annunciato l'ingresso nel cast di Vanessa Rubio.
Le riprese della serie sono cominciate nell'ottobre del 2017 ad Atlanta, in Georgia. Alcune riprese si sono tenute a Union City, Marietta e al Briarcliff Campus of Emory University.
Il 10 maggio 2018 YouTube Red rinnova la serie per una seconda stagione, composta da 10 episodi, che viene pubblicata il 24 aprile del 2019. Il 2 maggio 2019 YouTube Premium rinnova la serie per una terza stagione, in arrivo nel 2021 direttamente su Netflix, che, insieme alla data di uscita della stessa, ufficializza il rinnovo per una quarta stagione. A settembre 2021 Netflix annuncia la produzione di una quinta stagione, le cui riprese sono iniziate il 20 dello stesso mese per proseguire fino a dicembre; l'uscita è stata annunciata per il 9 settembre 2022. Il 20 gennaio 2023 Netflix conferma il ritorno dello show per una sesta e ultima stagione.

## Distribuzione
Nel gennaio 2018, la serie è stata promossa durante il tour stampa annuale della Television Critics Association, in cui Susanne Daniels, responsabile globale dei contenuti originali di YouTube, ha descritto lo spettacolo dicendo: "È un formato di mezz'ora, ma lo definirei un dramma. Si appoggia al tono dei film in quanto ci sono momenti drammatici in tutto. Penso che sia molto fedele, in qualche modo, a ciò che il film ha intenzione di fare, alle lezioni impartite nel film. È la prossima generazione di Karate Kid". Il 15 febbraio 2018 è stato pubblicato il teaser trailer, seguito il 1º marzo 2018 dal secondo e il 16 marzo 2018 dal terzo. Il 21 marzo 2018, invece è stato pubblicato il trailer ufficiale.
La serie è stata presentata in anteprima al Tribeca Film Festival il 24 aprile 2018. Dopo la proiezione si è tenuta una discussione con scrittori, registi e produttori esecutivi, nonché con i protagonisti della serie e produttori esecutivi William Zabka e Ralph Macchio. Il 25 aprile 2018 si è tenuta una proiezione speciale dei primi due episodi della serie e del primo film, in circa 700 sale cinematografiche degli Stati Uniti. L'intera serie è disponibile sul servizio di streaming YouTube Red, in tutti i paesi in cui è disponibile. Tuttavia, gli spettatori in paesi, come il Canada, possono acquistare singolarmente ciascun episodio della serie sul normale servizio YouTube. Dal 2020 i diritti della serie passano in mano a Netflix, che ha prodotto la terza stagione uscita il 1º gennaio 2021. Il 2 maggio 2024 Netflix annuncia che la sesta e ultima stagione sarà divisa in 3 parti da 5 episodi ciascuno che verranno effettivamente pubblicati il 18 luglio e il 15 novembre dello stesso anno e la terza parte il 13 febbraio 2025.

## Accoglienza
La serie è stata accolta positivamente dalla critica. Sull'aggregatore di recensioni Rotten Tomatoes ha un indice di gradimento del 100% con un voto medio di 7,2 su 10, basato su 49 recensioni, mentre su Metacritic ha un punteggio di 70 su 100, basato su 923 recensioni.
Kristen Baldwin di Entertainment Weekly scrive: «Cobra Kai riesce a dare ai fan di Karate Kid esattamente quello che vogliono, usando il modello dell'originale per lanciare nuovi personaggi destinati agli spettatori più giovani. Ma è difficile immaginare che tutti apprezzino questo spettacolo tanto quanto quelli di noi che sono cresciuti con l'originale».
YouTube riporta che il primo episodio, pubblicato gratuitamente, insieme al secondo, ha ottenuto 5,4 milioni di visualizzazioni nelle prime 24 ore, rispetto alle 3,2 milioni di visualizzazioni nell'aprile 2018 di Lost in Space di Netflix nel suo primo giorno di uscita. All'8 gennaio 2022, il primo episodio conta oltre 130 milioni di visualizzazioni. Dopo la pubblicazione sul catalogo Netflix di tutto il mondo il 28 agosto 2020, nel giorno successivo raggiunge la prima posizione delle serie TV più viste di Netflix negli Stati Uniti.